# Fujii-dera (Fujiidera)

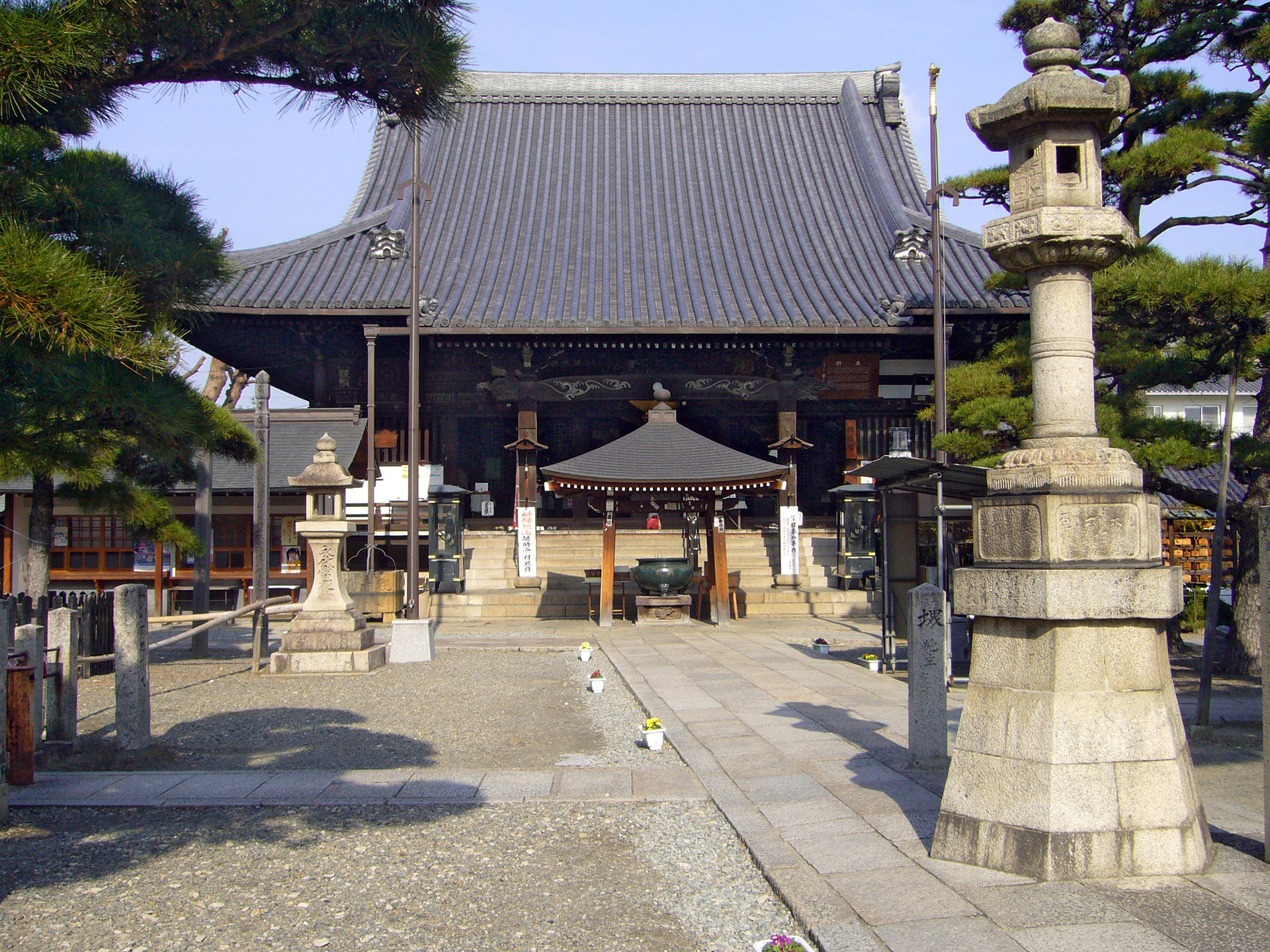
Haupthalle des Fujii-dera

Der Fujii-dera (jap. 葛井寺) ist ein buddhistischer Tempel in der Stadt Fujiidera, Präfektur Osaka in Japan. Der Tempel ist mit der Glaubensrichtung Shingon-shū assoziiert. Hauptbildnis des Tempels ist eine Statue der tausendarmigen Kannon. Der Fujii-dera ist der fünfte Tempel des Saigoku-Pilgerweges (西国三十三箇所, Saigoku sanjūsankasho).

## Überblick
Der Tempel soll auf Anordnung des Kaisers Shōmu 725 gegründet und durch den Mönch Gyōki eingeweiht worden sein. Er wurde Teil eines Systems von Tempeln, in denen für das Wohl des Staates und des Kaiserhauses gebetet werden sollte (Kokubun-ji). Archäologische Funde auf dem Tempelgelände bestätigen die Tempelgründung im 8. Jahrhundert und die Verbindung zur Familie
Fujii, Abkömmlingen der Königshauses von Baekje, die nach Japan ausgewandert waren. Der Tempel wurde durch die Jahrhunderte von der kaiserlichen Familie gefördert. So sind Renovierungen durch Prinz Abo 806 und Ariwara no Narihira bekannt. Zu den Gönnern des Tempels zählte auch der Politiker Sugawara no Michizane. 1096 ließ Fujii Yasumoto eine Reihe von Gebäuden wiederherstellen. Die Kaiser Go-Daigo und Go-Murakami sollen besondere Verehrer des Hauptbildnisses gewesen sein. 1510 wurde der Tempel bei einem Erdbeben zerstört und 1602 auf Veranlassung Toyotomi Hideyoris renoviert. Die vier Tore des Tempels stammen aus dieser Zeit. Die jetzige Haupthalle wurde 1776 vollendet.
Das in Trockenlacktechnik gefertigte Hauptbildnis einer tausendarmigen und zudem elfköpfigen Kannon ist als nationaler Kunstschatz Japans eingestuft und gilt als Werk von Keibun'e und
Keishukun. Bei der Figur sind 1000 kleine und 42 größere Arme ausgeführt.